# سیارک ۱۵۹۲۱
سیارک ۱۵۹۲۱ (به انگلیسی: 15921 Kintaikyo، نامگذاری:1997VP) پانزده هزار و نهصد و بیست و یکمین سیارک کشف شده‌است که در ۱ نوامبر ۱۹۹۷ کشف شد.
قدر مطلق سیارک برابر ۱۵٫۵۰ است.